# Буря в стакане
«Буря в стакане воды» или просто «буря в стакане» — выражение, обозначающее шум, переполох, водоворот, большое волнение, поднятые по слишком незначительному поводу. Синоним: «из мухи слона раздувать».

## Смысл выражения
«Бурей в стакане воды» обычно называют ситуацию, когда незначительное событие вызывает обсуждение, волнение, общественный резонанс, явно несоответствующие масштабам и реальным последствиям этого события.

## Происхождение
Автором выражения является французский философ и политик Монтескьё. Он употребил эти слова (фр. C'est une tempête dans un verre d'eau), комментируя политические события в карликовой республике Сан-Марино. Но Монтескьё не является первооткрывателем этого сравнения. Ещё в античных сочинениях встречаются близкие обороты:
- У греческого писателя Афинея (II—III вв. н. э.) в сочинении «Ученые застольные беседы» флейтист Дорион говорит музыканту Тимофею, пытающемуся подражать звукам морской бури: «я в кипящем горшке слышал бурю гораздо сильнее твоей».
- Греческая поговорка «гроза из корыта» обозначала шум, поднятый по пустячному поводу.
- Латинская поговорка «вызывать бурю в разливной ложке» встречается у Цицерона («О законах»).

## Подобные фразы в других языках
- чеш. bouře ve sklenici vody
- нем. ein Sturm im Wasserglass
- англ. a storm in a teacup / a tempest in a teapot — дословно «буря в чайной чашке»
- эсперанто granda frakaso en malgranda glaso — дословно «большой разгром в маленьком стакане»
- фр. une tempête dans un verre d'eau
- порт. tempestade em copo d'água / uma tempesta num copo d'água
- исл. stormur í vatnsglasi
- лат. excitare fluctus in simpulo — дословно «поднимать бурю в ковшике»
- венг. vihar a biliben — дословно «буря в ночном горшке»
- фин. myrsky vesilasissa
- укр. буря в склянці води — буря в стакане воды
- болг. буря в чаша вода
- бел. бура ў шклянцы вады — буря в стакане воды